# Ichtegem
Ichtegem é um  município belga da província de Flandres Ocidental a 15 km de Brugge. O município compreende as vilas de  Bekegem, Eernegem e a de Ichtegem propriamente dita. Em 1 de Janeiro de 2006, o município tinha 45,33 km²  a que correspondia a uma densidade populacional de  296 habitantes por km².

## Deelgemeenten
O município encontra-se para efeitos puramente estatísticos subdividido em quatro deelgemeenten:
| #   | Nome     | Superfície | População |
| --- | -------- | ---------- | --------- |
| I   | Ichtegem | 22,32      | 5.763     |
| II  | Eernegem | 18,35      | 6.588     |
| III | Bekegem  | 4,66       | 1.073     |

Fonte: Gemeentelijke bevolkingsadministratie, http://www.ichtegem.be, 31 de Dezembro de 2005

## Mapa

Ichtegem, deelgemeenten e vilas vizinhas buurgemeenten. As áreas amareladas são zonas urbanas.

## Evolução demográfica
- Fonte:NIS - Opm:1806 t/m 1970=Estimativa de  31 de Dezembro; vanaf 1977= População em 1 de Janeiro
- 1977: anexação de  Bekegem e Eernegem;  (+21,71 km² e 5.999 habitantes)